# Temnora namaqua
Temnora namaqua là một loài bướm đêm thuộc họ Sphingidae. Loài này có ở Nam Phi tới Tanzania.
Nó gần giống loài Temnora nitida.